# Erdberger Steg

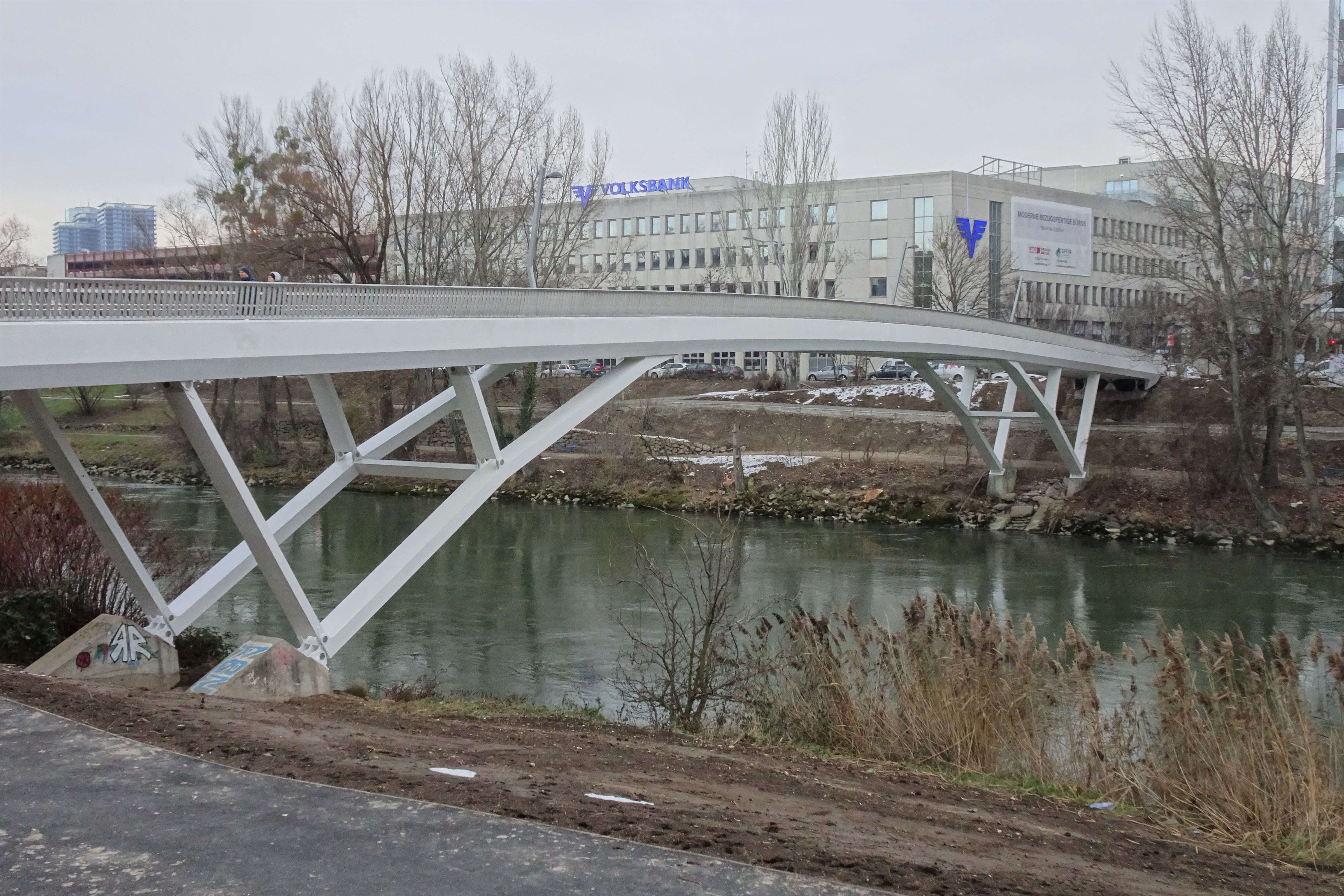
Der neu errichtete Steg im Dezember 2022

Der Erdberger Steg überquert als Fuß- und Radweg den Donaukanal in Wien. Er verbindet den 2. Bezirk, Leopoldstadt, und den 3., Landstraße. Im 2. Bezirk führt die Friedensgasse (Ecke Schüttelstraße) zum Steg, im 3. Bezirk die Haidingergasse (Ecke Erdberger Lände). Der Steg befindet sich etwa auf halbem Weg zwischen der Rotundenbrücke und der Stadionbrücke.
Der Erdberger Steg wurde von der Wiener Stadtverwaltung von April bis Oktober 2003 an Stelle der letzten Donaukanalfähre errichtet. Er hatte damals eine Spannweite von 85,2 Meter und eine Breite von 3,7 Meter und bestand in seinen tragenden Elementen aus Lärchenholz.
Bei Renovierungsarbeiten wurde Anfang 2021 ein Schaden am Holztragwerk entdeckt, das flussaufwärtige Geländer war monatelang mit einem Bauzaun abgesperrt, um diese Seite zu entlasten. Ende 2021 wurde dieses mit Holz- und Stahlträgern verstärkt.
Im Herbst 2022 wurde der Steg neu gebaut. Der neue, breitere Steg ist aus Stahl und hat die Breite von 4,20 Metern.

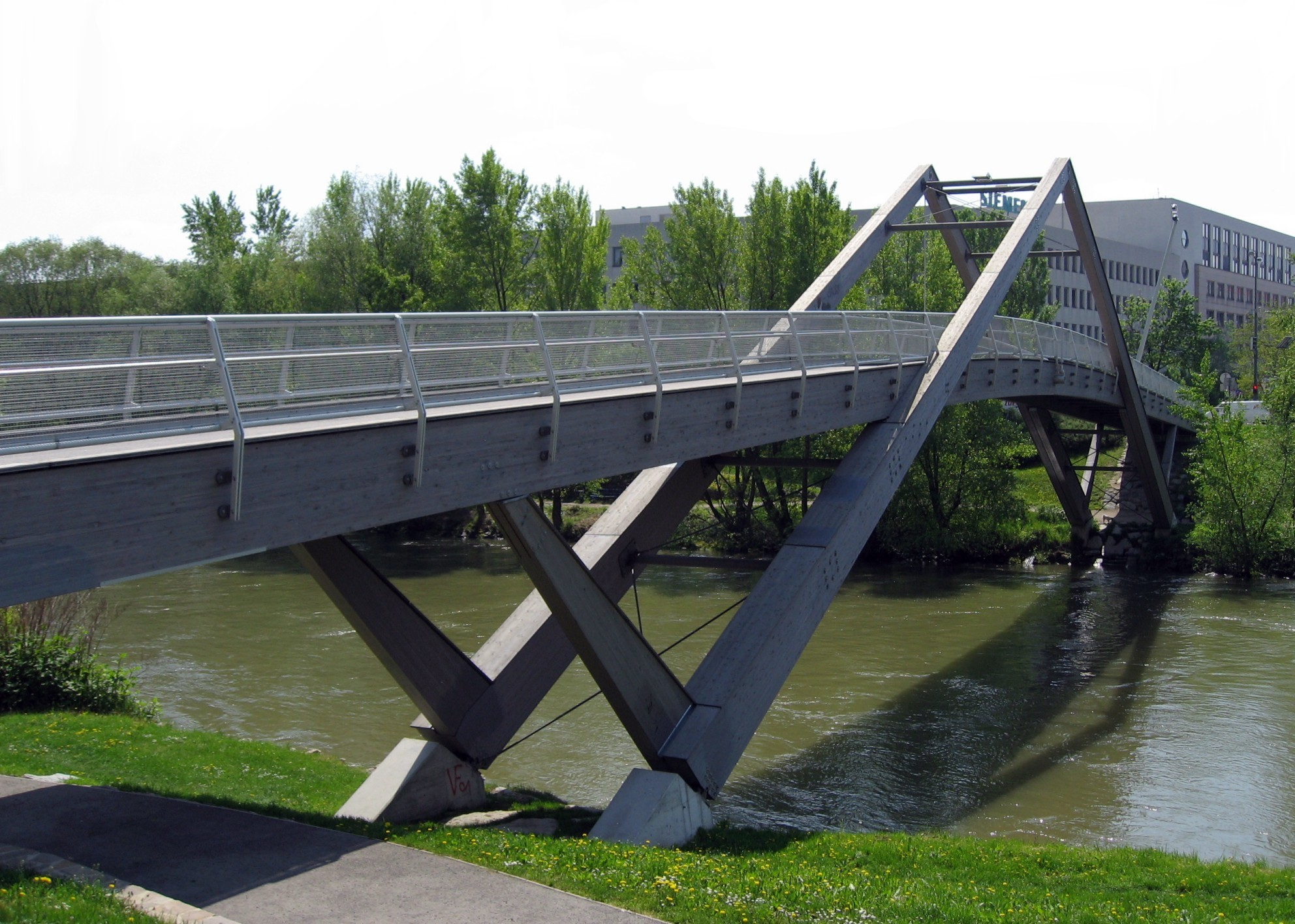
Der erste Erdberger Steg 2003–2022
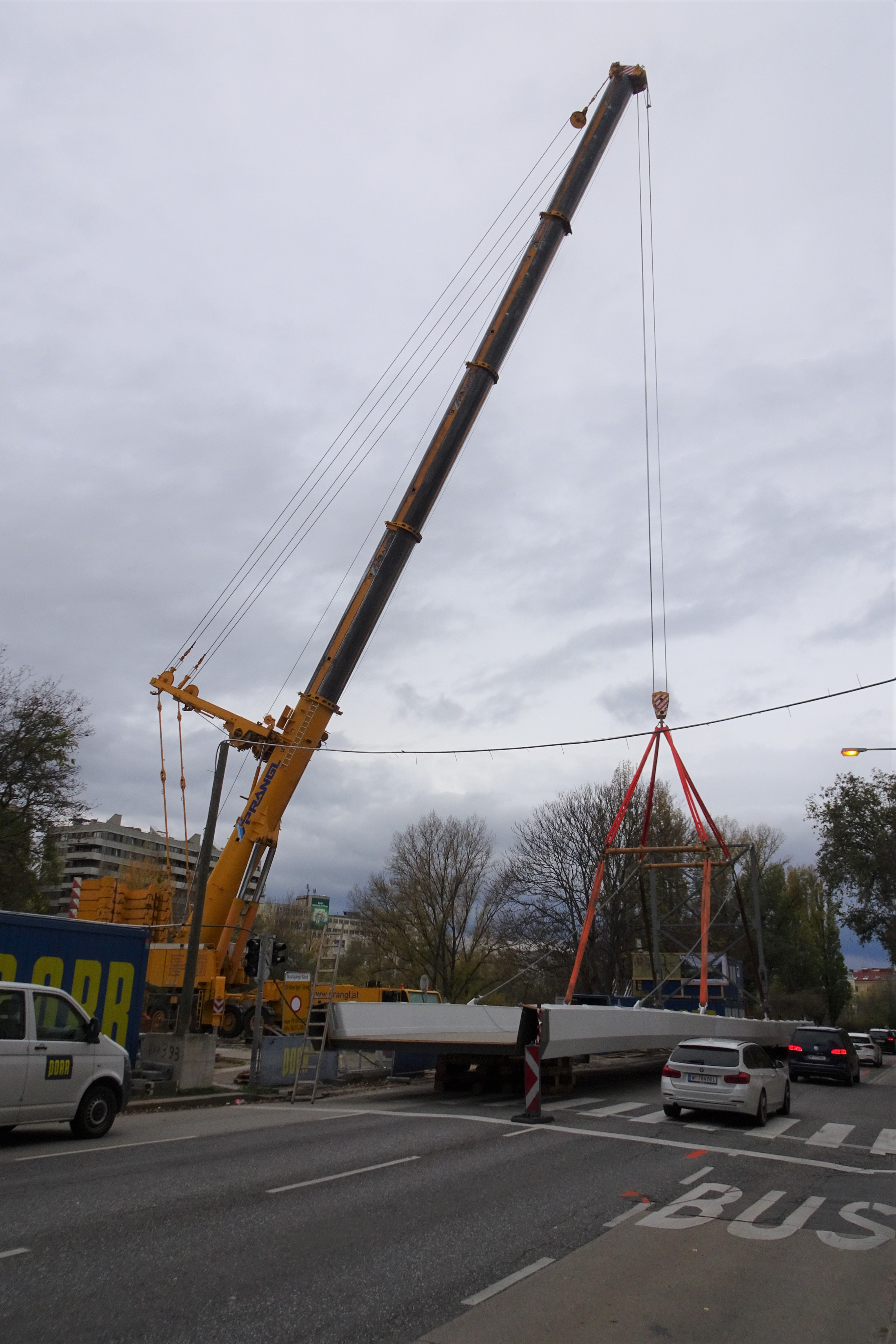
Der Steg vor der Einpassung